# Hamilton (Iowa)
Hamilton es una ciudad ubicada en el condado de Marion en el estado estadounidense de Iowa. En el Censo de 2010 tenía una población de 130 habitantes y una densidad poblacional de 92,44 personas por km².

## Geografía
Hamilton se encuentra ubicada en las coordenadas 41°10′13″N 92°54′15″O / 41.17028, -92.90417. Según la Oficina del Censo de los Estados Unidos, Hamilton tiene una superficie total de 1.41 km², de la cual 1.41 km² corresponden a tierra firme y (0%) 0 km² es agua.

## Demografía
Según el censo de 2010, había 130 personas residiendo en Hamilton. La densidad de población era de 92,44 hab./km². De los 130 habitantes, Hamilton estaba compuesto por el 100% blancos, el 0% eran afroamericanos, el 0% eran amerindios, el 0% eran asiáticos, el 0% eran isleños del Pacífico, el 0% eran de otras razas y el 0% pertenecían a dos o más razas. Del total de la población el 1.54% eran hispanos o latinos de cualquier raza.